# 1904-es magyar birkózóbajnokság
Az 1904-es magyar birkózóbajnokság a második magyar bajnokság volt. Ettől az évtől nehézsúlyban is rendeztek bajnokságot. A bajnokságot február 28-án rendezték meg Budapesten, a Vigadóban.

## Eredmények
| Versenyszám | Arany               | Arany | Ezüst                    | Ezüst | Bronz                          | Bronz |
| ----------- | ------------------- | ----- | ------------------------ | ----- | ------------------------------ | ----- |
| Könnyűsúly  | Erődi Béla PTTSE    |       | Vörös György Herkules AK |       | Nagy Ferenc MTK                |       |
| Középsúly   | Balatoni Károly MAC |       | Payr Hugó MTK            |       | Hautzinger Sándor Budapesti TC |       |
| Nehézsúly   | Weisz Richárd MTK   |       | Coray Artur Budapesti TC |       | Odry Zoltán Aradi AC           |       |